# Eupithecia praenubilata
Eupithecia praenubilata là một loài bướm đêm trong họ Geometridae.